# Erich Jordan
Erich Jordan (* 7. Juni 1912 in Kassel; † 31. August 1997) war ein hessischer Politiker (SPD) und Abgeordneter des Hessischen Landtags.

## Ausbildung und Beruf
Erich Jordan erwarb an der Realschule die Mittlere Reife und begann am 1. April 1929 eine Verwaltungslehre bei der LVA Hessen-Nassau. Anschließend war er bis Mai 1933 Verwaltungsangestellter. Aus politischen Gründen wurde er nach der Machtübernahme der Nationalsozialisten entlassen. 1935 wurde er Verwaltungsangestellter bei der Vereinigten Innungskrankenkasse (VIK) Kassel. Nach Kriegsdienst und Kriegsgefangenschaft wurde Jordan 1946 bis 1954 Geschäftsführer der VIK Kassel. Vom 1. April 1954 bis 1965 war er stellvertretender Geschäftsführer der AOK Kassel.

## Politik
Erich Jordan war bereits vor 1933 Mitglied der SPD und im Zentralverband der Angestellten. Vom 1. November 1956 bis zum 4. März 1965 war er Stadtverordneter in Kassel, vom 15. März 1965 bis zum 30. Juni 1971 war er dort hauptamtlicher Stadtrat.
Vom 1. Dezember 1962 bis zum 30. November 1966 war er Mitglied des Hessischen Landtags.

## Sonstige Ämter
Erich Jordan war Vorsitzender der Gewerkschaft OTV in Kassel und Referent an den Bundesschulen des DGB und am Verwaltungsseminar in Kassel. 1974 wurde er Ortsgerichtsvorsteher.